# John Winqvist
John Erik Hugo Winqvist, född 7 maj 1923 i Sollentuna församling i Stockholms län, död 29 december 1985 i Danderyds församling i Stockholms län, var en svensk militär.

## Biografi
Winqvist avlade studentexamen vid Nya Elementarskolan i Stockholm 1945. Han avlade officersexamen vid Krigsflygskolan 1948 och utnämndes samma år till fänrik vid Svea flygflottilj, där han befordrades till löjtnant 1950. Han gick Stabskursen vid Flygkrigshögskolan 1957 och befordrades samma år till kapten, varefter han tjänstgjorde vid Fjärde flygeskadern 1958–1961 och vid Hälsinge flygflottilj 1961–1963. År 1963 befordrades han till major, varefter han tjänstgjorde vid Västmanlands flygflottilj 1963–1968, befordrades till överstelöjtnant 1967 och var chef för Trafikavdelningen vid Flygstaben 1968–1973. År 1973 befordrades Winqvist till överste, varpå han var försvarsattaché vid ambassaderna i London och Haag 1973–1978. Han lämnade försvarsmakten 1978. John Winqvist är gravsatt i minneslunden på Djursholms begravningsplats.